# St George’s Church (Gravesend)

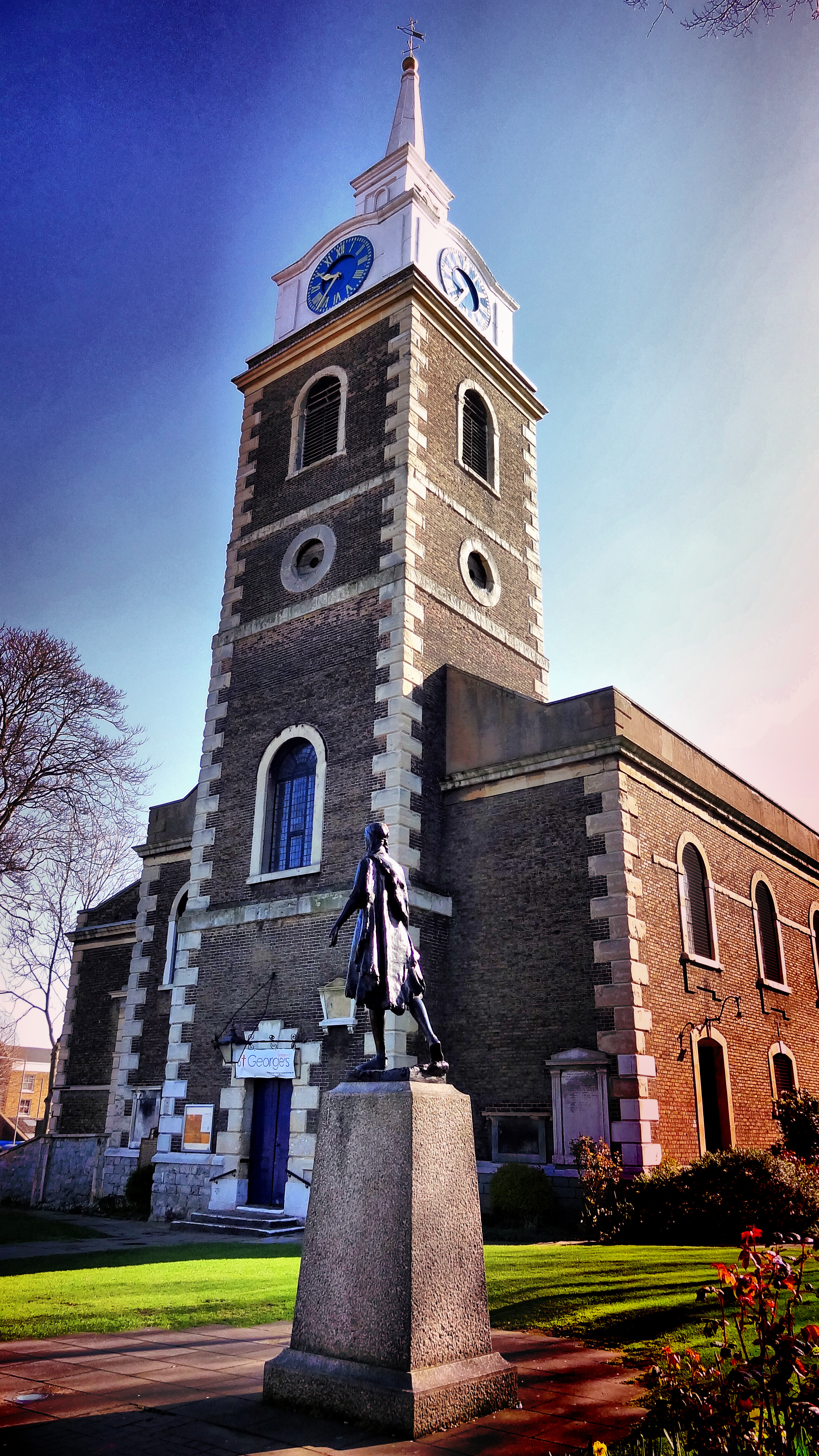
St George’s church in Gravesend

St George’s Church, Gravesend ist die anglikanische Pfarrkirche von Gravesend in der englischen Grafschaft Kent.
Die im Rahmen des 1711 vom britischen Parlament verabschiedeten Kirchenbauprogramms für die Errichtung von Fünfzig Neuen Kirchen von einem ungenannten Architekten erbaute Kirche St George’s, Gravesend ist ein in Sichtziegel mit Eckquaderung und Gesimsen in Portland-Stein errichteter Kirchenbau mit eingezogenem Turm, bekrönt von einem Uhrengeschoss mit aufgesetztem Obelisken. Im Osten schließt sich eine halbkreisförmige Apsis mit einem als Palladiomotiv gestalteten Fenster an. Der Kirchenbau wurde um 1900 um ein nördliches Seitenschiff erweitert, das im Innern durch weite Arkaden mit dem Kirchenraum verbunden ist. Dabei wurden die ursprünglichen, für anglikanischen Pfarrkirchen der Zeit charakteristischen Emporeneinbauten entfernt.
Am 21. März 1617 wurde im Vorgängerbau der heutigen Kirche die legendäre Frau des Virginia-Pflanzers John Rolfe und „Indianerprinzessin“ Pocahontas bestattet, deren 1922 von William Ordway Partridge für Jamestown (Virginia) geschaffene Statue 1958 als Kopie vor der Kirche aufgestellt wurde.